# スエカネクミコ
スエカネ クミコ（本名：末包 久美子〈すえかね くみこ〉）は、日本の漫画家、キャラクターデザイナー。
過去にカプコンに勤めており、『逆転裁判』や『ビューティフル ジョー』のキャラクターデザインを担当。その後はカプコンを退社し、漫画家としての活動を行っている。カプコンから退社した後も、『逆転裁判2』『逆転裁判3』には製作協力として参加している。また、同人誌やBL作品では、むとべりょうという名義を用いている。

## 作品リスト

### 漫画
- BLOOD+ A（2006年、『ビーンズエース』、角川書店）
- はじまりのグラシュマ（2006年、『月刊ニュータイプ』、角川書店）
- 成城紅茶館の事情（2006年、『ヤングキングアワーズプラス』、少年画報社）
- プリティ・マニア（2007年、『ヤングキング』、少年画報社）
- 放課後のカリスマ（2008年、『月刊IKKI』、小学館）
  - 放課後のかりちゅま（2012年、『月刊IKKI』、小学館）
- 2DK（2011年、『ジャンプ改』、集英社）
- ベルサイユオブザデッド（2016年、『ヒバナ』、小学館）
- RWBY 氷雪帝国 THE COMIC（原作：Team RWBY Project、『月刊コミック電撃大王』2022年8月号 - 2024年1月号、KADOKAWA、全13話）

むとべりょう名義
- びりっけつの魔法（2004年、ビーボーイコミックス、ビブロス）
- パソコンのパはぱんつのぱ（2007年、ビーズラビーコミックス、エンターブレイン）
- 劣情（2010年、ジュネットコミックス、ジュネット）

### ゲーム
- バイオハザード3 LAST ESCAPE（1999年、カプコン）
- ふしぎ刑事（2000年、カプコン）
- 逆転裁判（2001年、カプコン）
- ビューティフル ジョーシリーズ（2003年、カプコン）
- ファイアーエムブレム ヒーローズ（2017年、任天堂）

### その他
- 逆転のクロスオーバー（2005年、カプコン） - 『逆転裁判 蘇る逆転限定版』収録。
- 逆転裁判ファンブック なるほど逆転裁判!（2006年、ソフトバンククリエイティブ） - 挿絵担当。
- 神父と悪魔シリーズ（2006年 - 2010年、B's-LOG文庫、エンターブレイン） - 挿絵担当。